# Ligue majeure de baseball 2011
Navigation
2010 2012
La Ligue majeure de baseball 2011 est la 111e saison depuis le rapprochement entre la Ligue américaine et la Ligue nationale et la 136e saison de ligue majeure. Le coup d'envoi de la saison est programmé le 31 mars. Le 28 octobre, les Cardinals de Saint-Louis remportent le 11e titre de leur histoire en remportant la Série mondiale 2011 contre les Rangers du Texas.
Le match des étoiles de la Ligue majeure de baseball 2011 a lieu le 12 juillet au Chase Field, antre des Diamondbacks de l'Arizona.
La saison est notamment marquée par la célébration du cinquantième anniversaire de la création des Angels d'Anaheim.

## Intersaison
Quatre managers avaient annoncé leur intention de mettre un terme à leur carrière à l'issue de la saison 2010 : Bobby Cox, des Braves d'Atlanta, Lou Piniella, des Cubs de Chicago, Joe Torre, des Dodgers de Los Angeles et Cito Gaston, des Blue Jays de Toronto. Ils sont respectivement remplacés par Fredi González, Mike Quade, Don Mattingly et John Farrell.
Trois managers sont remerciés au terme de la saison 2010 pour résultats insuffisants : Ken Macha, des Brewers de Milwaukee, Jerry Manuel, des Mets de New York, et John Russell, des Pirates de Pittsburgh. Ils sont respectivement remplacés par Ron Roenicke, Terry Collins et Clint Hurdle.
Devenu agent libre en novembre, le lanceur partant Cliff Lee repousse des offres très généreuses des Rangers du Texas et des Yankees de New York, pour s'engager le 15 décembre avec les Phillies de Philadelphie pour 120 millions de dollars sur cinq ans. Les autres gros contrats de l'hiver sont ceux paraphés le 5 décembre 2010 entre le champ extérieur Jayson Werth et les Nationals de Washington (126 millions de dollars sur sept ans) et le 5 janvier 2011 entre le joueur de troisième but Adrián Beltré et les Rangers du Texas (96 millions de dollars pour six saisons).
Du côté des échanges de joueurs, le lanceur partant Zack Greinke et l'arrêt-court Yuniesky Betancourt rejoignent le 19 décembre 2010 les Brewers de Milwaukee en retour de l'arrêt-court Alcides Escobar, du champ centre Lorenzo Cain, du lanceur de relève Jeremy Jeffress et d'un lanceur d'avenir, Jake Odorizzi.
L'intersaison est également marquée par un fait-divers à Chicago. La statue d'Harry Caray qui se trouve devant Wrigley Field est taguée,. À New York, les problèmes financiers de Fred Wilpon, propriétaire de la franchise des Mets, animent l'intersaison. Ce dernier est impliqué dans l'affaire Madoff. La Ligue accorde ainsi un prêt à court terme aux Mets pour qu'ils puissent honorer leurs obligations. Selon le New York Times le montant du prêt est de 25 millions de dollars.
Les matchs de préparation de l'entraînement de printemps ont lieu du 24 février au 30 mars. Les Phillies de Philadelphie ouvrent le bal en blanchissant les universitaires des Florida State Seminoles, 8-0.

## Saison régulière
La saison régulière se tient du 31 mars au 28 septembre.

### Mars 2011
Ouverture de la saison le 31 mars avec six matchs au programme : deux en Ligue américaine et quatre en Ligue nationale. L'affiche entre les Dodgers de Los Angeles et les Giants de San Francisco tourne à l'avantage des Dodgers qui s'imposent 2-1 à domicile. Comme cela est souvent le cas à l'occasion de ce choc entre rivaux, des violences entre fans ont lieu. Un partisan des Giants touché à la tête a été admis à l'hôpital dans une condition critique.

### Avril 2011
Le 3 avril, les Indians de Cleveland réussissent un triple jeu face aux White Sox de Chicago.
En frappant quatre coups de circuit à l'occasion des quatre premiers matchs de la saison, Nelson Cruz égale un record des Ligues majeures codétenu par Willie Mays (1971) et Mark McGwire (1998).
Après avoir joué cinq matchs sous les couleurs des Rays de Tampa Bay, Manny Ramírez annonce son départ à la retraite le 8 avril à la suite d'une nouvelle affaire de dopage.
Chipper Jones, des Braves d'Atlanta, frappe son 2500e coup sûr en carrière le 8 avril lors d'un match contre les Phillies de Philadelphie.
Colby Lewis, lanceur des Rangers du Texas, est le premier joueur à profiter d'une nouvelle règle de la MLB : un congé parental pour la naissance d'un enfant. Lewis quitte ainsi ses coéquipiers après le match du mercredi 13 avril avec retour le lundi 18 avril pour jouer le 19.
Bud Selig annonce le 20 avril la mise sous tutelle financière des Dodgers de Los Angeles. Depuis son rachat par Frank McCourt en 2004, la franchise affiche 459 millions de dollars de déficits cumulés en cinq saisons.

### Classement de la saison régulière
Légende : V : victoires, D : défaites, % : pourcentage de victoires, GB : games behind ou retard (en matchs) sur la première place.
| Ligue américaine (Division Est) | V  | D  | %    | GB |
| ------------------------------- | -- | -- | ---- | -- |
| Yankees de New York             | 97 | 65 | .599 | -  |
| Rays de Tampa Bay               | 91 | 71 | .562 | 6  |
| Red Sox de Boston               | 90 | 72 | .556 | 7  |
| Blue Jays de Toronto            | 81 | 81 | .500 | 16 |
| Orioles de Baltimore            | 69 | 93 | .426 | 28 |

| Ligue américaine (Division Centrale) | V  | D  | %    | GB |
| ------------------------------------ | -- | -- | ---- | -- |
| Tigers de Détroit                    | 95 | 67 | .586 | -  |
| Indians de Cleveland                 | 80 | 82 | .494 | 15 |
| White Sox de Chicago                 | 79 | 83 | .488 | 16 |
| Royals de Kansas City                | 71 | 91 | .438 | 24 |
| Twins du Minnesota                   | 63 | 99 | .389 | 32 |

| Ligue américaine (Division Ouest) | V  | D  | %    | GB |
| --------------------------------- | -- | -- | ---- | -- |
| Rangers du Texas                  | 96 | 66 | .593 | -  |
| Angels d'Anaheim                  | 86 | 76 | .531 | 10 |
| Athletics d'Oakland               | 74 | 88 | .457 | 22 |
| Mariners de Seattle               | 67 | 95 | .414 | 29 |

| Ligue nationale (Division Est) | V   | D  | %    | GB  |
| ------------------------------ | --- | -- | ---- | --- |
| Phillies de Philadelphie       | 102 | 60 | .630 | -   |
| Braves d'Atlanta               | 89  | 73 | .549 | 13  |
| Nationals de Washington        | 80  | 81 | .497 | 21½ |
| Mets de New York               | 77  | 85 | .475 | 25  |
| Marlins de la Floride          | 72  | 90 | .444 | 30  |

| Ligue nationale (Division Centrale) | V  | D   | %    | GB |
| ----------------------------------- | -- | --- | ---- | -- |
| Brewers de Milwaukee                | 96 | 66  | .593 | -  |
| Cardinals de Saint-Louis            | 90 | 72  | .556 | 6  |
| Reds de Cincinnati                  | 79 | 83  | .488 | 17 |
| Pirates de Pittsburgh               | 72 | 90  | .444 | 24 |
| Cubs de Chicago                     | 71 | 91  | .438 | 25 |
| Astros de Houston                   | 56 | 106 | .346 | 40 |

| Ligue nationale (Division Ouest) | V  | D  | %    | GB  |
| -------------------------------- | -- | -- | ---- | --- |
| Diamondbacks de l'Arizona        | 94 | 68 | .580 | -   |
| Giants de San Francisco          | 86 | 76 | .531 | 8   |
| Dodgers de Los Angeles           | 82 | 79 | .509 | 11½ |
| Rockies du Colorado              | 73 | 89 | .451 | 21  |
| Padres de San Diego              | 71 | 91 | .438 | 23  |

### Statistiques individuelles

#### Au bâton
| Catégorie        | Ligue nationale                | Stat | Ligue américaine                          | Stat |
| ---------------- | ------------------------------ | ---- | ----------------------------------------- | ---- |
| Moyenne au bâton | José Reyes (Mets)              | .337 | Miguel Cabrera (Tigers)                   | .344 |
| Points produits  | Matt Kemp (Dodgers)            | 126  | Curtis Granderson (Yankees)               | 119  |
| Coups de circuit | Matt Kemp (Dodgers)            | 39   | José Bautista (Blue Jays)                 | 43   |
| Bases volées     | Michael Bourn (Astros, Braves) | 61   | Coco Crisp (A's), Brett Gardner (Yankees) | 49   |

#### Lanceurs
| Catégorie                 | Ligue nationale                                     | Stat | Ligue américaine          | Stat |
| ------------------------- | --------------------------------------------------- | ---- | ------------------------- | ---- |
| Moyenne de points mérités | Clayton Kershaw (Dodgers)                           | 2,28 | Justin Verlander (Tigers) | 2,40 |
| Victoires                 | Ian Kennedy (Diamondbacks Clayton Kershaw (Dodgers) | 21   | Justin Verlander (Tigers) | 24   |
| Retraits sur prises       | Clayton Kershaw (Dodgers)                           | 248  | Justin Verlander (Tigers) | 250  |
| Sauvetages                | John Axford (Brewers Craig Kimbrel (Braves)         | 29   | José Valverde (Tigers)    | 49   |

mlb.com

## Séries éliminatoires
Les vainqueurs de chaque division et les meilleurs deuxièmes de chaque ligue participent aux séries éliminatoires. Les séries de divisions se jouent au meilleur des cinq matchs et les séries de championnat ainsi que la série mondiale se jouent au meilleur des sept matchs.
|  | Séries de divisions | Séries de divisions | Séries de divisions | Séries de divisions |   |         | Séries de championnat | Séries de championnat | Séries de championnat | Séries de championnat |  |  | Série mondiale | Série mondiale | Série mondiale | Série mondiale |
|  |                     |                     |                     |                     |   |         |                       |                       |                       |                       |  |  |                |                |                |                |
|  |                     |                     |                     |                     |   |         |                       |                       |                       |                       |  |  |                |                |                |                |
|  |                     |                     |                     |                     |   |         |                       |                       |                       |                       |  |  |                |                |                |                |
|  | 1                   | Yankees             | 2                   | 2                   |   |         |                       |                       |                       |                       |  |  |                |                |                |                |
|  | 1                   | Yankees             | 2                   | 2                   |   |         |                       |                       |                       |                       |  |  |                |                |                |                |
|  | 3                   | Tigers              | 3                   | 3                   |   |         |                       |                       |                       |                       |  |  |                |                |                |                |
|  | 3                   | Tigers              | 3                   | 3                   | 2 | Rangers | 4                     | 4                     |                       |                       |  |  |                |                |                |                |
|  | Ligue américaine    |                     |                     |                     | 2 | Rangers | 4                     | 4                     |                       |                       |  |  |                |                |                |                |
|  |                     |                     | 3                   | Tigers              | 2 | 2       |                       |                       |                       |                       |  |  |                |                |                |                |
|  | 2                   | Rangers             | 3                   | Tigers              | 2 | 2       | 3                     | 3                     |                       |                       |  |  |                |                |                |                |
|  | 2                   | Rangers             |                     |                     |   |         |                       | 3                     |                       |                       |  |  |                |                |                |                |
|  | 4                   | Rays                | 1                   | 1                   |   |         |                       |                       |                       |                       |  |  |                |                |                |                |
|  | 4                   | Rays                | 1                   | 1                   | 2 | Rangers | 3                     | 3                     |                       |                       |  |  |                |                |                |                |
|  |                     |                     |                     |                     | 2 | Rangers | 3                     | 3                     |                       |                       |  |  |                |                |                |                |
|  |                     |                     | 1                   | Cardinals           | 4 | 4       |                       |                       |                       |                       |  |  |                |                |                |                |
|  | 1                   | Phillies            | 1                   | Cardinals           | 4 | 4       | 2                     | 2                     |                       |                       |  |  |                |                |                |                |
|  | 1                   | Phillies            |                     |                     |   |         |                       |                       |                       |                       |  |  |                |                |                |                |
|  | 4                   | Cardinals           | 3                   | 3                   |   |         |                       |                       |                       |                       |  |  |                |                |                |                |
|  | 4                   | Cardinals           | 3                   | 3                   | 2 | Brewers | 2                     | 2                     |                       |                       |  |  |                |                |                |                |
|  | Ligue nationale     |                     |                     |                     | 2 | Brewers | 2                     | 2                     |                       |                       |  |  |                |                |                |                |
|  |                     |                     | 4                   | Cardinals           | 4 | 4       |                       |                       |                       |                       |  |  |                |                |                |                |
|  | 2                   | Brewers             | 4                   | Cardinals           | 4 | 4       | 3                     | 3                     |                       |                       |  |  |                |                |                |                |
|  | 2                   | Brewers             |                     |                     |   |         |                       | 3                     |                       |                       |  |  |                |                |                |                |
|  | 3                   | Diamondbacks        | 2                   | 2                   |   |         |                       |                       |                       |                       |  |  |                |                |                |                |
|  | 3                   | Diamondbacks        | 2                   | 2                   |   |         |                       |                       |                       |                       |  |  |                |                |                |                |
|  |                     |                     |                     |                     |   |         |                       |                       |                       |                       |  |  |                |                |                |                |

### Série mondiale
La série mondiale constitue la finale de la Ligue majeure de baseball. Elle se joue à partir du 19 octobre.

## Médias
Outre les contrats locaux des franchises qui couvrent l'ensemble des rencontres, quatre réseaux nationaux de télévision diffusent la saison régulière aux États-Unis. Trois de ces quatre diffuseurs sont des opérateurs privés, le quatrième est la chaîne de la Ligue, MLB Network. Chaque réseau possède ses rendez-vous : Fox le samedi après-midi, ESPN-ESPN2 le dimanche soir, le lundi soir et le mercredi soir et TBS le dimanche après-midi. MLB Network diffuse une affiche le jeudi soir et des rencontres en après-midi.
Au Canada, Rogers Sportsnet diffuse environ 250 matchs, notamment via ses quatre réseaux régionaux, Sportsnet Pacific, Sportsnet West, Sportsnet Ontario et Sportsnet East. En Australie, One HD assure la couverture de la compétition avec cinq matchs par semaine. En Europe, outre la diffusion de rencontres en différé comme sur Sport+ en France, la chaine pan-européenne ESPN America (ex-NASN) propose en moyenne une dizaine de matchs en direct chaque semaine plus nombre d'autres en différé. En Asie, la chaîne internationale ESPN Star Sports assure le même type de couverture. La KBS en Corée du Sud et Formosa TV à Taïwan complètent localement la couverture. Les droits pour le Japon sont détenus par la société Dentsu qui les rétrocède à six stations de l'archipel dont Fuji TV. En Amérique latine, ESPN et Fox Sports sont présents à travers leurs canaux hispanophones. Nombre de réseaux locaux possèdent également des contrats avec la MLB, Televisa au Mexique ou la RPCTV au Panama, notamment, 
Sur internet, tous les matchs sont diffusés en direct sur MLB.tv, un service payant de la Ligue majeure sur MLB.com.